# Ljus buskblomfluga
Ljus buskblomfluga (Parasyrphus annulatus) är en tvåvingeart som först beskrevs av Zetterstedt 1838.  Ljus buskblomfluga ingår i släktet buskblomflugor, och familjen blomflugor.
Artens utbredningsområde är Sverige. Arten är reproducerande i Sverige. Inga underarter finns listade i Catalogue of Life.

## Bildgalleri

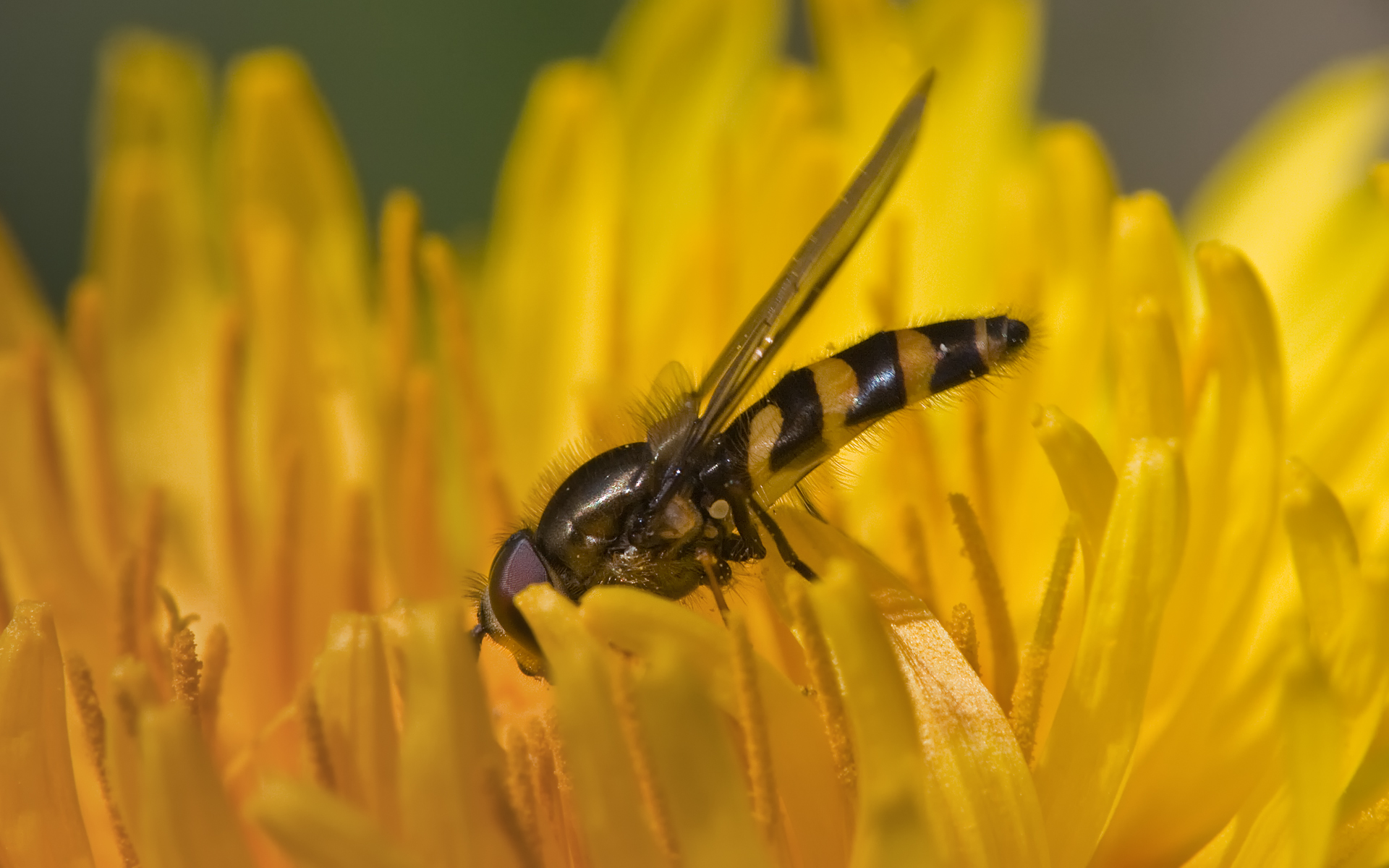